# Edyta Herbuś
Edyta Herbuś (ur. 26 lutego 1981 w Kielcach) – polska tancerka, aktorka, prezenterka telewizyjna i osobowość telewizyjna.
Trzykrotna mistrzyni Polski formacji tanecznych. Dwukrotna zdobywczyni pucharu Polski formacji tanecznych. Półfinalistka drugiej i czwartej edycji programu Taniec z gwiazdami (2005, 2006). Zwyciężczyni (z Marcinem Mroczkiem) 2. Konkursu Tańca Eurowizji (2008).

## Rodzina i edukacja
Jest córką Zdzisława i Anny Herbusiów. Ma dwóch braci, Michała i Rafała. Ukończyła Technikum Poligraficzne w Zespole Szkół Zawodowych nr 3 im. gen. Zygmunta Berlinga w Kielcach. Odbyła dwuletnie studium charakteryzacji i wizażu teatralno-filmowego.

## Kariera taneczna

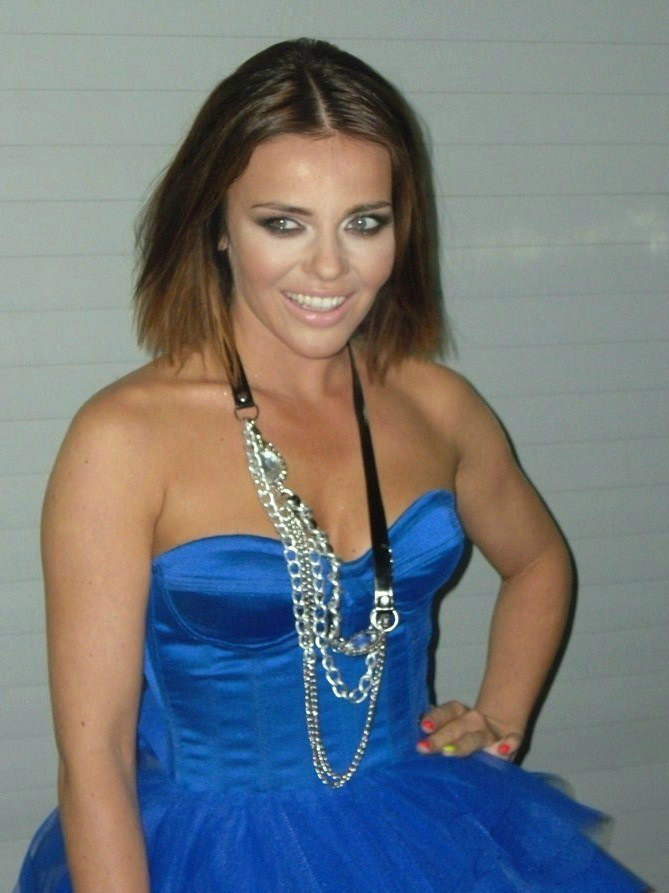
Herbuś (2011)

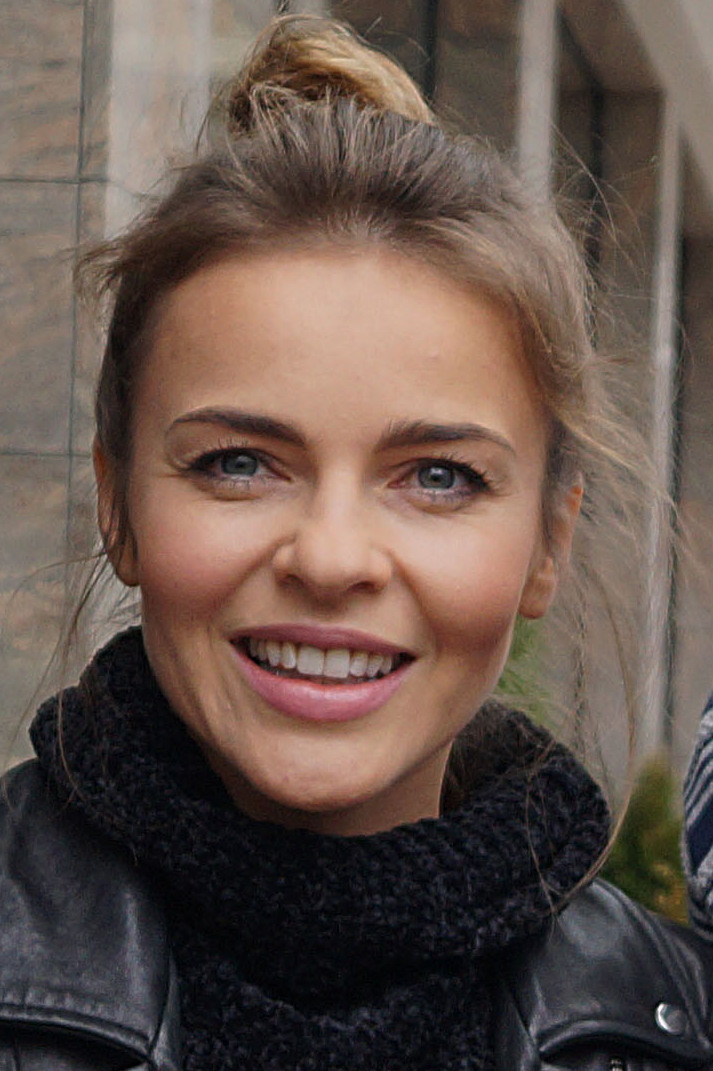
Herbuś (2017)

W wieku dziewięciu lat zaczęła uczęszczać do szkoły tańca Step by Step w Kielcach. Reprezentuje najwyższą, międzynarodową klasę „S” w tańcach latynoamerykańskich. Jest finalistką Mistrzostw Polski, Europy i świata w tańcu nowoczesnym, trzykrotną Mistrzynią Polski Formacji Tanecznych, dwukrotną zdobywczynią Pucharu Polski Formacji Tanecznych i wicemistrzynią Polski w tańcach latynoamerykańskich.
Brała udział jako trenerka tańca w dwóch edycjach programu telewizyjnego Taniec z gwiazdami, w których partnerowała aktorom: Jakubowi Wesołowskiemu (2005) i Marcinowi Mroczkowi (2006). W 2008 w parze z Mroczkiem wygrała drugi Konkurs Tańca Eurowizji. Była jurorką w programach rozrywkowych: Królowie Densfloru (2010) i World of Dance Polska (2018).
Jest choreografką przy produkcjach filmowych i spektaklach. W latach 2010–2017 tańczyła w Teatrze Wielkim – Operze Narodowej w Warszawie; wystąpiła w spektaklach operowych: Traviata, Turandot, Latający Holender, Powder Her Face i Salome.

## Kariera aktorska
Po zagraniu niewielkich ról w Plebanii (2003) i Kryminalnych (2004) wcieliła się w Urszulę, dziewczynę Igora Nowaka (Jakub Wesołowski) w serialu Na Wspólnej (2006–2007). Następnie zagrała Zuzannę Karaś w Tylko miłość (2007–2009),  dwulicową Anetę Walińską w Samym życiu (2009–2010) i Martę Orłowską w Klanie (2010–2017). Grała Sylwię Konecką w serialu Pierwsza miłość (2017–2022). Zagrała tytułową rolę w filmie Patrycji Hurlak Małgosia contra Małgosia (2008) i epizodyczną rolę pani Agi w filmie Marka Koterskiego 7 uczuć (2018).
30 maja 2015 zadebiutowała w głównej roli podczas premiery spektaklu Diwa. Za występ uzyskała przychylne recenzje i otrzymała nominację do nagrody Gwiazd Plejady 2016 w kategorii „debiut roku”.
Użyczyła głosu Królewnie Śnieżce w polskiej wersji językowej filmu animowanego 7 krasnoludków: Las to za mało – historia jeszcze prawdziwsza (2006), Frani w Wyspie dinozaura (2006) i Basi w Księżniczce i smoku (2018).
W 2020 wystąpiła w teledyskach do piosenek „SOS Warszawa” zespołu Popkultura i „Gentleman” Rafała Brzozowskiego.

## Pozostałe przedsięwzięcia
W 2004 zdobyła tytuł pierwszej wicemiss w polskiej edycji konkursu o tytuł Miss Hawaiian Tropic (Tropic Beauty), a także została laureatką konkursu talentów na Miss Hawaiian Tropic International 2004 w USA.
W 2007 uczestniczyła w programie rozrywkowym Polsatu Jak oni śpiewają i prowadziła programy: W rytmie MTV (2006–2007), Przebojowe dzieci (2008), You Can Dance. Nowa generacja (2023) i Tańcząca ze światem (2023).
Wystąpiła w sesjach zdjęciowych do magazynów, m.in. do czasopism „Logo” i „Joy”. Brała również udział w pokazach mody Joanny Przetakiewicz.
W 2011 otrzymała statuetkę Plejada Top Ten 2011.
Jesienią 2025 będzie brała udział w 22. edycji programu Twoja twarz brzmi znajomo.

## Życie prywatne
Była związana z tancerzem erotycznym Dawidem Ozdobą, tancerzem Tomaszem Barańskim, jednym ze współwłaścicieli KSW Maciejem Kawulskim i reżyserem Mariuszem Trelińskim. Od 2018 jest w związku z Piotrem Bukowieckim.

## Filmografia

### Filmy i seriale
- 2001: Tylko on (etiuda szkolna) – zakochana dziewczyna
- 2003: Plebania – obsada aktorska (odc. 276)
- 2004, 2007: Kryminalni:
  - kelnerka (odc. 12),
  - Ada Panas (odc. 87)
- 2006–2007: Na Wspólnej – Urszula, była dziewczyna Igora Nowaka
- 2007: Świat według Kiepskich – reporterka Genowefa Nawtykała (odc. 278)
- 2007–2009: Tylko miłość – Zuzanna Karaś
- 2008: Małgosia contra Małgosia – Małgosia
- 2009: Zamiana – dziennikarka Edyta
- 2009–2010: Samo Życie – Aneta Walińska
- 2010: Nowa – Martyna Jewiasz (odc. 6)
- 2010–2017: Klan – Marta Orłowska
- 2011: Ojciec Mateusz – choreografka Ilona (odc. 79)
- 2012: Na dobre i na złe – Ania „Amanda” (odc. 497)
- 2013: Spokojnie, to tylko ekonomia! jako ona sama (odc. 19-20 seria I)
- 2016: Komisarz Alex – Anna Pakulska (odc. 97)
- 2016: Bodo – Pola Negri (odc. 2-3)
- 2016: Barwy szczęścia – prostytutka Stanisława „Stella” Cieplak (odc. 1498, 1501-1503)
- 2017–2021: Pierwsza miłość – Sylwia Konecka-Żukowska
- 2018: Miłość w mieście ogrodów – Edyta
- 2018: Ojciec Mateusz – Ula Pietrzyk (odc. 251)
- 2018: 7 uczuć – pani Aga
- 2019: Świat według Kiepskich – Cyganka Esmeralda (odc. 541)
- 2019: Pisarze. Serial na krótko – znajoma (odc. 12)
- 2019: Komisarz Alex – Luiza Korcz (odc. 161)
- 2022: Jak pokochałam gangstera – Magda
- 2021: Tatuśkowie – Dominika
- od 2025: Przyjaciółki – Gabi[23]

### Dubbing
- 2006: 7 krasnoludków: Las to za mało – historia jeszcze prawdziwsza – Królewna Śnieżka
- 2006: Wyspa dinozaura – Frania
- 2017: Gang Wiewióra 2 – mysz
- 2018: Księżniczka i smok – Basia

### Teledyski
- Janusz Radek – „Serwus Madonna”
- Stefano Terrazzino – „Cin Cin Amore”
- Dezire – „Good Girl”
- Fu – „Nie mów mi”
- Nelson – „She’s Gone”

## Teatr

### Spektakle taneczne
- 2009: Lady Fosse
- 2013: Saligia
- 2014: Barocco

### Spektakle operowe
- Traviata
- Turandot
- Latający Holender
- Salome
- Powder her face